# 1969年最高裁判所裁判官国民審査
1969年最高裁判所裁判官国民審査（1969ねんさいこうさいばんしょさいばんかんこくみんしんさ）は、1969年（昭和44年）12月27日に第32回衆議院議員総選挙と共に執行された最高裁判所裁判官国民審査。

## 総論
4人の最高裁判所裁判官に対して国民審査が行われ、全員罷免しないとされた。投票率は66.42%であった。
1年前に小笠原諸島が復帰しており、小笠原諸島の有権者にとって初めての国民審査となった。

## 国民審査の結果
| 裁判官   | 罷免を可とする票 | 罷免を可としない票 | 罷免を可とする率 |
| -------- | ---------------- | ------------------ | ---------------- |
| 村上朝一 | 4,273,915        | 37,082,803         | 10.33%           |
| 松本正雄 | 4,152,285        | 37,205,341         | 10.04%           |
| 飯村義美 | 4,034,974        | 37,324,028         | 9.76%            |
| 関根小郷 | 3,799,971        | 37,558,862         | 9.19%            |